# Yingtan
Yingtan (cinese: 鹰潭; pinyin: Yīngtán) è una Città-prefettura (Cina) città-prefettura della Cina nella provincia dello Jiangxi.

## Suddivisioni amministrative
- Distretto di Yuehu
- Distretto di Yujiang
- Guixi